# St. Francis, Kansas
St. Francis är administrativ huvudort i Cheyenne County i Kansas. Enligt 2020 års folkräkning hade St. Francis 1 263 invånare.